# Comitas lurida
Comitas lurida é uma espécie de gastrópode do gênero Comitas, pertencente a família Pseudomelatomidae.